# Apszürtosz
Apszürtosz (görögül: Άψυρτος) a görög mitológiában Aiétész kolkhiszi király fia, Médeia fivére. Amikor Médeia megszökött az argonautákkal, őt is magával vitte a hajóra. Menekülést keresve az üldöző Aiétész elől, Médeia megölette Apszürtoszt, s feldarabolt tetemét a hullámokba vetette, tudva, hogy apja hadiflottája kénytelen lesz abbahagyni a hajszát, mert össze kell szednie fia elszórt tagjait, hogy aztán eltemethesse.

## További irodalom
- Robert Graves: Az Aranygyapjú, Európa Könyvkiadó, Budapest, 1976. ISBN 963 07 0882 5
- Wilhelm Heinrich Roscher, Konrad Seeliger: Absyrtos. In: Wilhelm Heinrich Roscher (Hrsg.): Ausführliches Lexikon der griechischen und römischen Mythologie. Band 1,1, Leipzig 1886, Sp. 3 f. (Digitalisat).